# 太平洋島嶼原住民
太平洋島嶼原住民是來自於太平洋三大島群的民族，包括密克羅尼西亞、美拉尼西亞、玻里尼西亞這三大太平洋島群上的原住民。居住在新幾內亞島的原住民大多以巴布亞諸語言為母語，其他地區的太平洋島嶼原住民則以各種南島語系語言為母語。

## 地區

聯合國地理方案中的太平洋三大島群示意圖

### 玻里尼西亞
玻里尼西亞（Polynesia，希臘語poly相當於眾多之意，而nesi則相當於島）位於東太平洋，包括：夏威夷群島、東加、吐瓦魯、紐西蘭、庫克群島、薩摩亞群島、瓦利斯和富圖納群島、大溪地、復活節島等。

### 美拉尼西亞
美拉尼西亞（Melanesia，希臘語字根為「黑人群島」之義）位於赤道以南，西太平洋，包括：新幾內亞島、所羅門群島、萬那杜、新喀里多尼亞、托雷斯海峽群島等。美拉尼西亞的島嶼多屬大陸型，屬於大陸邊緣弧狀山脈的延續部分，各列島弧之間有深海盆和深海溝。

### 密克羅尼西亞
密克羅尼西亞（Micronesia，希臘語字根為「小島」之義）位於赤道以北，西太平洋，包括：馬紹爾群島、諾魯、帛琉、關島等。

## 人口
太平洋島居民的人口集中在紐西蘭、巴布亞紐幾內亞、巴布亞省、夏威夷、斐濟，以及索羅門群島。
其中，歐洲裔佔據了太平洋島居民人口的1/3，大多聚集在紐西蘭和夏威夷，若不計入紐西蘭則歐洲裔少於太平洋島總人口的1/10。在太平洋島嶼原住民中，美拉尼西亞佔據了超過3/4的人口，玻里尼西亞佔1/6，密克羅尼西亞為1/20。

## 語言
- 南島語系的大洋洲語族：有約450種語言，南島語系的一個分支。該語族的分布範圍涵蓋玻里尼西亞、美拉尼西亞以及密克羅尼西亞多處。雖然涵蓋地區廣大，大洋洲語族的使用人口僅兩百三十萬人。

- 巴布亞諸語言：在巴布亞紐幾內亞及鄰近地區流通，但不屬於南島語系的多種語言的集合。這個語系內有多達6000多種不同的語言，而語言間的差異又很大，不少語言學家認為現時的分類其實並不完善而且沒有語系關係只是地區分類。使用人口大約七百萬人。

## 族裔列表
| - 南島民族（以南島語系諸語言為母語） - 玻里尼西亞 - 玻里尼西亞的西半部 - 薩摩亞人 - 羅圖馬人 - 瓦利斯島島民 - 富圖納島島民 - 托克勞群島島民 - 東加人 - 吐瓦魯人 - 紐埃島島民 - 玻里尼西亞的東北和南半部 - 夏威夷人 - 毛利人 - 大溪地島嶼原住民 - 土阿莫土群島島民 - 土布艾島 - 拉帕島島民 - 馬克薩斯群島島民 - 甘比爾群島島民 - 庫克群島島民 - 拉帕努伊人 - 美拉尼西亞 - 阿勒阿勒人 - 卡纳克人 - 夸约人 - 萬那杜人 - 斐濟人 - 新幾內亞地區 - 比利比爾人 - 邁辛人 - 莫圖人 - 唐阿人 - 托莱人 - 特羅布里恩人 - 密克羅尼西亞 - 馬紹爾人 - 帛琉人 - 加羅林人 - 查莫羅人 - 楚克人 - 雅浦人 - 科斯雷州島民 - 波納佩州島民 - 諾魯人 | - 巴布亞民族（以巴布亞諸語言為母語） - 巴布亞紐幾內亞 - 阿贝兰人 - 安加人 - 拜寧人 (俾斯麥群島) - 巴魯亞人 - 比安蓋人 - 昌布里人 - 杜納人 - 艾托羅人 - 法雷人 - 加祖普人 - 戈戈達拉人 - 赫瓦人 - 胡利人 - 亚特穆尔人 - 卡盧利人 - 科沃馬人 - 梅爾帕人 - 莫凱人 - 山地歐克人 - 特里福人、烏拉普明人、米揚人、沃普凱敏人 - 蒙杜古莫尔人 - 奧蓋阿人 - 歐羅開巴人 - 桑比亞人 - 斯瓦加普人 - 泰羅拉人 - 岑巴加马林人 - 維魯人 - 沃拉人 - 亚伊福人 - 齊亞人 - 巴布亞省 - 阿斯馬特人 - 巴烏茲人 - 达尼人 - 法尤人 - 孔拜人 - 科羅威人 - 科特卡人 - 阿蒙人、埃卡里人、拉尼人、莫尼人、耶里人 - 馬林德人 - 梅克人 - 薩維人 - 沃拉尼人 - 西巴布亞省（見西巴布亞族裔列表） |

## 外部連結
- 國立自然科學博物館：文化人類學（页面存档备份，存于），包含「大洋洲人的原鄉說」、「大洋洲的史前農業」、「南島語族的祖先為何要擴散到大洋洲」、「復活節島之謎」等文章